# Viola araucaniae
Viola araucaniae är en violväxtart som beskrevs av Wilhelm Becker. Viola araucaniae ingår i släktet violer, och familjen violväxter. Inga underarter finns listade i Catalogue of Life.